# Quận Yakima, Washington
Quận Yakima là một quận thuộc tiểu bang Washington, Hoa Kỳ.
Quận này được đặt tên theo bộ lạc Yakama. Theo điều tra dân số của Cục điều tra dân số Hoa Kỳ năm 2010, quận có dân số 243.231 người. Quận lỵ đóng ở Yakima.

## Địa lý
Theo Cục điều tra dân số Hoa Kỳ, quận có diện tích 11.168 km2, trong đó có 39 km2 là diện tích mặt nước.